# Sphagnum exile
Sphagnum exile är en bladmossart som beskrevs av H. Crum 1995. Sphagnum exile ingår i släktet vitmossor, och familjen Sphagnaceae. Inga underarter finns listade i Catalogue of Life.